# عين الصقر

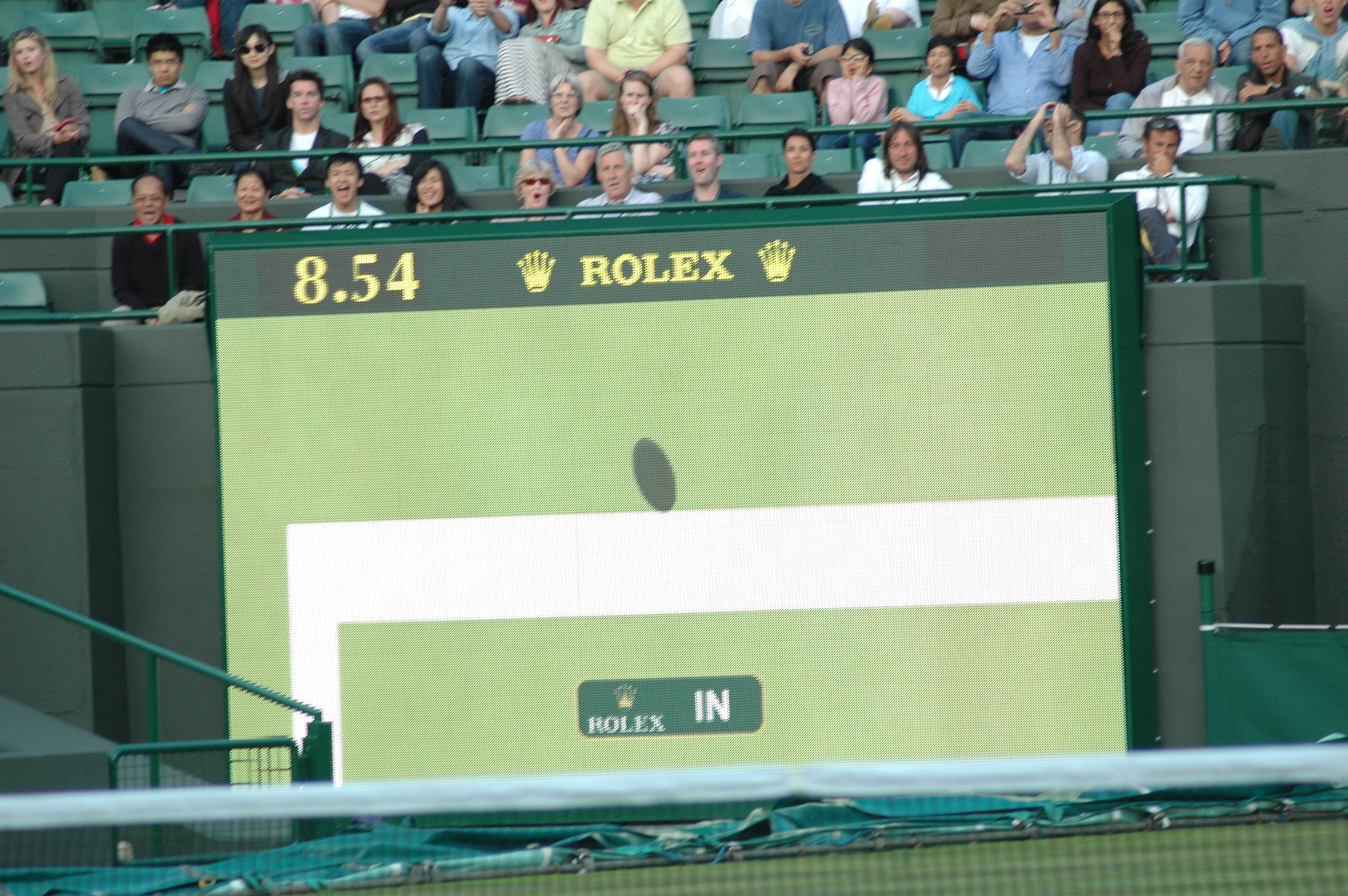

جهاز ونظام عين الصقر (بالإنجليزية:Hawk Eye). هو جهاز مربوط بنظام حاسوبي، يستخدم طريقة المحاكاة لما يحصل في الواقع للرياضات التي غالباً ما يكون فيها تعقب للكرة، أو التي تسقط في أماكن لا يجب السقوط فيها فتعتبر خارج الملعب فيتم التحاور بين اللاعب والحكم الذي أقر بخروج الكرة، ومع ضغوط المباراة قد تخرج كلمات نابية من اللاعب إلى الحكم. وبذلك يكون اختراع مهم لهذه الرياضات. أما عن الرياضات التي تستعمل فيها فهي الكريكت وكرة المضرب وبعض الرياضات الأخرى.
أول استخدام للجهاز كان في مباراة ودية بين منتخبي إنجلترا وباكستان للكريكت في 21 مايو 2001. وللجهاز شروط للاستخدام، فمن الشروط في كرة المضرب: استخدام اللاعب للجهاز عدداً غير محدود ويسمى استخدام الجهاز بـ (تحدي قرار الحكم)، ولكن إذا أخطئ اللاعب في التحدي ثلاث مرات في المجموعة الواحدة، فلا يحق له التحدي بعد ذلك في تلك المجموعة. وتكرر نفس العملية في المجموعات الأخرى، ويضاف لكل لاعب تحدي في حال لعب شوط كسر التعادل.

## كيفية العمل في كرة المضرب
يتم العمل للجهاز عن طريق:
- 6 كاميرات ذات إرسال لقطات بث فيديو سريعة.
- 60 إطار في الثانية ترسل للحاسوب لحساب مسار الكرة.
- يمكن الحساب مليار مرة تقريباً لكل رالي في كرة المضرب. (الرالي في كرة المضرب:أخذ وإرسال الكرة لما يقارب 25 مرة أو أكثر).
- مكان سقوط الكرة يمكن تحديده بدقة, تصل إلى 3 ميليمتر عن بعد الكرة عن الخط.

## بطولات كرة المضرب التي تستخدم الجهاز
هناك الكثير من البطولات تستخدم الجهاز, ومنها:

### منالبطولات الكبرى (الجراند سلام)
1. بطولة ويمبلدون.
2. أمريكا المفتوحة.
3. أستراليا المفتوحة.

### مندورات الأساتذة
1. إنديان ويلز.
2. ميامي.
3. هامبورغ.
4. مونتي كارلو.
5. روما.
6. كندا.
7. سنسيناتي.
8. مدريد.
9. باريس.

### من البطولات الدولية
1. بطولة دبي المفتوحة.
2. بطولة سوني إريسكون.
3. بطولة إنديانابوليس.
4. كأس ديفيز.
5. بطولة الصين المفتوحة.
6. كأس الأساتذة.
7. أبطال كأس ICC.

## وصلات خارجية
- اختراع عين الصقر
- صورة لعمل الجهاز من بطولة ويمبلدون, تبين أن الكرة تلامس الخط